# 丘のまち郷土学館「美宙」
丘のまち郷土学館「美宙」（おかのまちきょうどがくかん「みそら」）は、北海道上川郡美瑛町にある郷土資料館及び天文台。条例上の正式名称は「美瑛町郷土学館」。

## 概要

### 料金
- 入館料：無料
- 天文台利用料：個人200円、団体160円、美瑛町民は無料[2]

### 開館時間
- 午前10時 - 午後7時[2]

### 休館日
- 毎週火曜日（祝日の場合はその翌日）[2]
- 年末年始（12月31日 - 1月5日）[2]

## 美宙天文台（天体観測室）
- 口径40センチメートルのカセグレン式反射望遠鏡（愛称：ぴかり）[注 1]
- 15センチメートルの屈折望遠鏡
- 太陽面観測専用の望遠鏡

を所有している。
観望会や星のソムリエ資格認定講座等を実施している。

## アクセス
- JR富良野線・美瑛駅正面口より徒歩6分

## 近在の施設
- 美瑛町役場
- 美瑛町保健センター